# Чёрное лето
«Чёрное лето» (англ. Black Summer) — американский постапокалиптический сериал в жанре ужасы на тему зомби-апокалипсиса. Проект является спин-оффом и приквелом сериала «Нация Z». Премьера сериала состоялась 11 апреля 2019 года на Netflix.
Сериал подготовлен The Asylum, той же производственной компанией, которая сняла «Нацию Z» для Netflix. The New York Times написала: «Если бы Андрей Тарковский и Джон Карпентер объединились, чтобы снять зомби-шоу, это могло бы выглядеть примерно как этот сериал, который стал смелым шагом Netflix». Стивен Кинг похвалил «Чёрное лето», отметив: «Когда вы думаете, что в зомби больше не осталось паники, то приходит это. Существующий ад в пригороде, раздетый до костей».

## Сюжет
Сюжет повествует о матери, которая пускается в непростое путешествие и не остановится ни перед чем, пока не найдёт свою потерянную дочь. Прибившись к небольшой группе американских беженцев, она должна будет храбро встретить новый враждебный мир и принять множество жестоких решений в худшем периоде зомби-апокалипсиса, названном «Чёрным летом».

## В ролях
= Главная роль в сезоне
     = Второстепенная роль в сезоне
     = Гостевая роль в сезоне
     = Не появляется

### Главные роли
| Актёр           | Персонаж                 | Появление в сезонах | Появление в сезонах | Появление в сезонах |
| Актёр           | Персонаж                 | 1                   | 2                   | Эпизоды             |
| --------------- | ------------------------ | ------------------- | ------------------- | ------------------- |
| Джейми Кинг     | Роуз                     | 7                   | 7                   | 14                  |
| Джастин Чу-Кэри | Джулиан Джеймс / «Спирс» | 7                   | 4                   | 11                  |
| Кристин Ли      | Ын Кёнгсан / «Сан»       | 7                   | 5                   | 12                  |
| Келси Флауэр    | Лэнс                     | 7                   | 1                   | 8                   |
| Сал Велес-мл.   | Уильям Велес             | 7                   |                     | 7                   |
| Эрика Хау       | Кармен                   | 6                   |                     | 6                   |
| Гвинит Уолш     | Барбара Уотсон           | 4                   |                     | 4                   |
| Мустафа Алабсси | Райан                    | 3                   |                     | 3                   |
| Эдссон Моралес  | Мэнни                    | 4                   |                     | 4                   |
| Зои Марлетт     | Анна                     | 3                   | 7                   | 10                  |
| Всего эпизодов  | Всего эпизодов           | 8                   | 8                   | 16                  |

### Второстепенные роли
| Актёр                  | Персонаж       | Появление в сезонах | Появление в сезонах | Появление в сезонах |
| Актёр                  | Персонаж       | 1                   | 2                   | Эпизоды             |
| ---------------------- | -------------- | ------------------- | ------------------- | ------------------- |
| Натаниэль Аркан        | Говернейл      | 3                   |                     | 3                   |
| Стаффорд Перри         | Фил            | 3                   |                     | 3                   |
| Нюрен Б. Эвелин        | Эрл            | 4                   |                     | 4                   |
| Бобби Надери           | Рэй Назери     |                     | 5                   | 5                   |
| Мануэль Родригес-Саэнс | Бун            |                     | 5                   | 5                   |
| Дж. Майкл Грэй         | Фредди         |                     | 4                   | 4                   |
| Джесси Липскомб        | Мэнс           |                     | 5                   | 5                   |
| Элейн Янг              | Натали         |                     | 5                   | 5                   |
| Линда Ки               | Софи           |                     | 5                   | 5                   |
| Шантель Хан            | Джейс          |                     | 5                   | 5                   |
| Дафф Зейонс            | Сэм            |                     | 4                   | 4                   |
| Бренда Робинс          | «Мама»         |                     | 3                   | 3                   |
| Дакота Долби           | Сонни          |                     | 3                   | 3                   |
| Всего эпизодов         | Всего эпизодов | 8                   | 8                   | 16                  |

## Сезоны
| Сезон | Серии | Серии | Даты показа    | Даты показа     |
| Сезон | Серии | Серии | Первая серия   | Последняя серия |
| ----- | ----- | ----- | -------------- | --------------- |
| 1     | 8     | 8     | 11 апреля 2021 | 11 апреля 2021  |
| 2     | 8     | 8     | 17 июня 2022   | 17 июня 2022    |

## Эпизоды

### Сезон 1(2019)
| № общий | № в сезоне | Название                       | Режиссёр    | Автор сценария          | Дата премьеры  |
| ------- | ---------- | ------------------------------ | ----------- | ----------------------- | -------------- |
| 1       | 1          | «Поток людей» «Human Flow»     | Джон Хайамс | Карл Шефер, Джон Хайамс | 11 апреля 2019 |
| 2       | 2          | «Поездка» «Drive»              | Джон Хайамс | Джон Хайамс             | 11 апреля 2019 |
| 3       | 3          | «Летняя школа» «Summer School» | Абрам Кокс  | Абрам Кокс              | 11 апреля 2019 |
| 4       | 4          | «Один» «Alone»                 | Абрам Кокс  | Абрам Кокс              | 11 апреля 2019 |
| 5       | 5          | «Забегаловка» «Diner»          | Джон Хайамс | Джон Хайамс             | 11 апреля 2019 |
| 6       | 6          | «Налёт» «Heist»                | Абрам Кокс  | Абрам Кокс              | 11 апреля 2019 |
| 7       | 7          | «Туннель» «The Tunnel»         | Джон Хайамс | Дэниэл Шефер            | 11 апреля 2019 |
| 8       | 8          | «Стадион» «The Stadium»        | Джон Хайамс | Джон Хайамс             | 11 апреля 2019 |

### Сезон 2(2021)
| № общий | № в сезоне | Название                      | Режиссёр    | Автор сценария           | Дата премьеры |
| ------- | ---------- | ----------------------------- | ----------- | ------------------------ | ------------- |
| 9       | 1          | «Люк и Софи» «The Cold»       | Джон Хайамс | Джон Хайамс              | 17 июня 2021  |
| 10      | 2          | «Офицер Рэй Назери» «Prelude» | Абрам Кокс  | Карл Шефер, Дэниэл Шефер | 17 июня 2021  |
| 11      | 3          | «Поместье» «Card Game»        | Джон Хайамс | Сара Селман              | 17 июня 2021  |
| 12      | 4          | «Перемирие» «Cold War»        | Абрам Кокс  | Абрам Кокс               | 17 июня 2021  |
| 13      | 5          | «Конь бледный» «White Horse»  | Джон Хайамс | Генри Г. Джонс           | 17 июня 2021  |
| 14      | 6          | «Обрыв» «Currency»            | Абрам Кокс  | Джен Дервингсон-Пикок    | 17 июня 2021  |
| 15      | 7          | «Сладкие сны» «The Lodge»     | Джон Хайамс | Абрам Кокс               | 17 июня 2021  |
| 16      | 8          | «Новые друзья» «The Plane»    | Абрам Кокс  | Карл Шефер               | 17 июня 2021  |

## Производство

### Создание
19 июля 2018 года стало известно о том, что Netflix дал зелёный свет 8-серийному приквелу сериала «Нация Z» под названием «Чёрное лето». Премьера второго сезона состоится 17 июня 2021 года.

### Съёмки
Съёмки были официально начаты 23 июля 2018 года в окрестностях Калгари, Альберта, Канада. Также съёмки частично проходили в Средней школе королевы Елизаветы. Производство продолжилось в небольших населённых пунктах Иррикан, Бейсекер и Кокрейн, а затем вернулась в Калгари в середине-конце сентября. 26 сентября было сообщено, что Кинг была госпитализирована на три дня из-за травм, полученных во время съёмок. Сама Кинг одновременно подтвердила, что съёмки были завершены. Хайамс срежиссировал большинство эпизодов сериала.